# Khalid Ali
Khalid Ali (Emiratos Árabes Unidos; 24 de marzo de 1981) es un exfutbolista de los Emiratos Árabes Unidos que jugaba en la posición de defensa.

## Carrera

### Club
| Periodo   | Club             |
| --------- | ---------------- |
| 2001–2002 | Khor Fakkan Club |
| 2003–2009 | Al-Jazira SC     |

### Selección nacional
Jugó para Emiratos Árabes Unidos en cuatro ocasiones entre 2003 y 2005 y participó en los Juegos Asiáticos de 2002 y en la copa Asiática 2004.

## Logros
- Copa Federación de los Emiratos Árabes Unidos (1): 2006-07
- Copa de Clubes Campeones del Golfo (1): 2007